# Okręg Franches-Montagnes
Franches-Montagnes (fr. District des Franches-Montagnes, niem. Bezirk Freiberge) – okręg w Szwajcarii, w kantonie Jura. Siedziba okręgu znajduje się w miejscowości Saignelégier.
Okręg składa się z dwunastu gmin (commune; Gemeinde) o powierzchni 200,24 km² i o liczbie mieszkańców 10 433.

## Gminy
1. Lajoux
2. Le Bémont
3. Le Noirmont
4. Les Bois
5. Les Breuleux
6. Les Enfers
7. Les Genevez
8. Montfaucon
9. Muriaux
10. Saignelégier
11. Saint-Brais
12. Soubey

## Zmiany administracyjne
- 1 stycznia 2009
  - przyłączenie gmin Goumois i Les Pommerats do gminy Saignelégier
  - przyłączenie gminy Le Peuchapatte do gminy Muriaux
  - przyłączenie gminy Montfavergier do gminy Montfaucon
- 1 stycznia 2023
  - przyłączenie gminy La Chaux-des-Breuleux do gminy Les Breuleux